# Glass-Steagall Act
Glass-Steagall Act (Banking Act of 1933) – ustawa wprowadzona przez Kongres Stanów Zjednoczonych w 1933 roku, której głównym postanowieniem był zakaz łączenia działalności komercyjnej banków (tj. przyjmowania depozytów i udostępniania kredytów) z działalnością inwestycyjną. W potocznym użyciu, pojęcie Glass-Steagal Act często odnosi się jedynie do tego postanowienia, które zostało odwołane w 1999 r. w ramach Ustawy Gramma-Leacha-Blileya. Na mocy Banking Act of 1933 powstał również Federalny Komitet do spraw Operacji Otwartego Rynku (FOMC – Federal Open Market Committee) oraz Federalne Biuro do spraw Ubezpieczania Depozytów (FDIC – Federal Deposit Insurance Corporation), którego odpowiednikiem w Polsce jest Bankowy Fundusz Gwarancyjny.

## Inne postanowienia ustawy
Innymi postanowieniami ustawy było między innymi:
- zakazanie bankom płacenia odsetek od wkładów a vista.
- uprawnienie Fed do ustalania maksymalnego oprocentowania depozytów bankowych.
- zwiększenie progu minimalnego wkładu koniecznego do założenia banku ogólnokrajowego.
- uprawnienie zarządu Systemu Rezerwy Federalnej do zakazywania bankom wykorzystywania kredytu otrzymanego od Systemu Rezerwy Federalnej w celu spekulacji.
- banki będące członkami Systemu Rezerwy Federalnej otrzymały zakaz gwarantowania emisji papierów wartościowych oraz kupowania ich na własny rachunek.

## Związek z globalnym kryzysem finansowym
Zdaniem części komentatorów, takich jak senator Bernie Sanders czy Robert Reich, uchylenie postanowienia Ustawy Glassa-Steagala o zakazie łączenia działalności komercyjnej i inwestycyjnej banków było ważnym czynnikiem wywołania globalnego kryzysu finansowego Senator postulował w czasie wyborów prezydenckich w USA w 2016 r., że regulacja ta powinna zostać przywrócona. Ekonomiści tacy jak Paul Krugman czy Ben Bernanke, przewodniczący Rezerwy Federalnej w latach 2006–2014, uważają jednak, że jest to mylna diagnoza – prawo to nie było w rzeczywistości dopasowane do problemów rynku finansowego przed załamaniem, oraz że działania i instytucje, które w głównym stopniu ukształtowały kryzys, nie podlegałyby tej legislacji. W szczególności, GSA nie regulowała takich instrumentów jak CDO i MBS. Joseph E. Stiglitz napisał, że zmiana ta wpłynęła na kryzys jedynie pośrednio, jako element rosnącego kulturowego przyzwolenia na podejmowanie większego finansowego ryzyka. Po recesji uchwalono natomiast Ustawę Dodda-Franka, służącą wprowadzeniu regulacji specyficznych problemów sektora finansowego, które były bezpośrednio związane z wybuchem kryzysu.